# Anton Friedrich König (Maler)
Anton Friedrich König (* 15. April 1722 in Berlin; † 10. Oktober 1787 ebenda) war ein deutscher Miniaturmaler, der seit 1767 als königlicher Hofminiaturbildnismaler für Friedrich den Großen tätig war.

## Leben

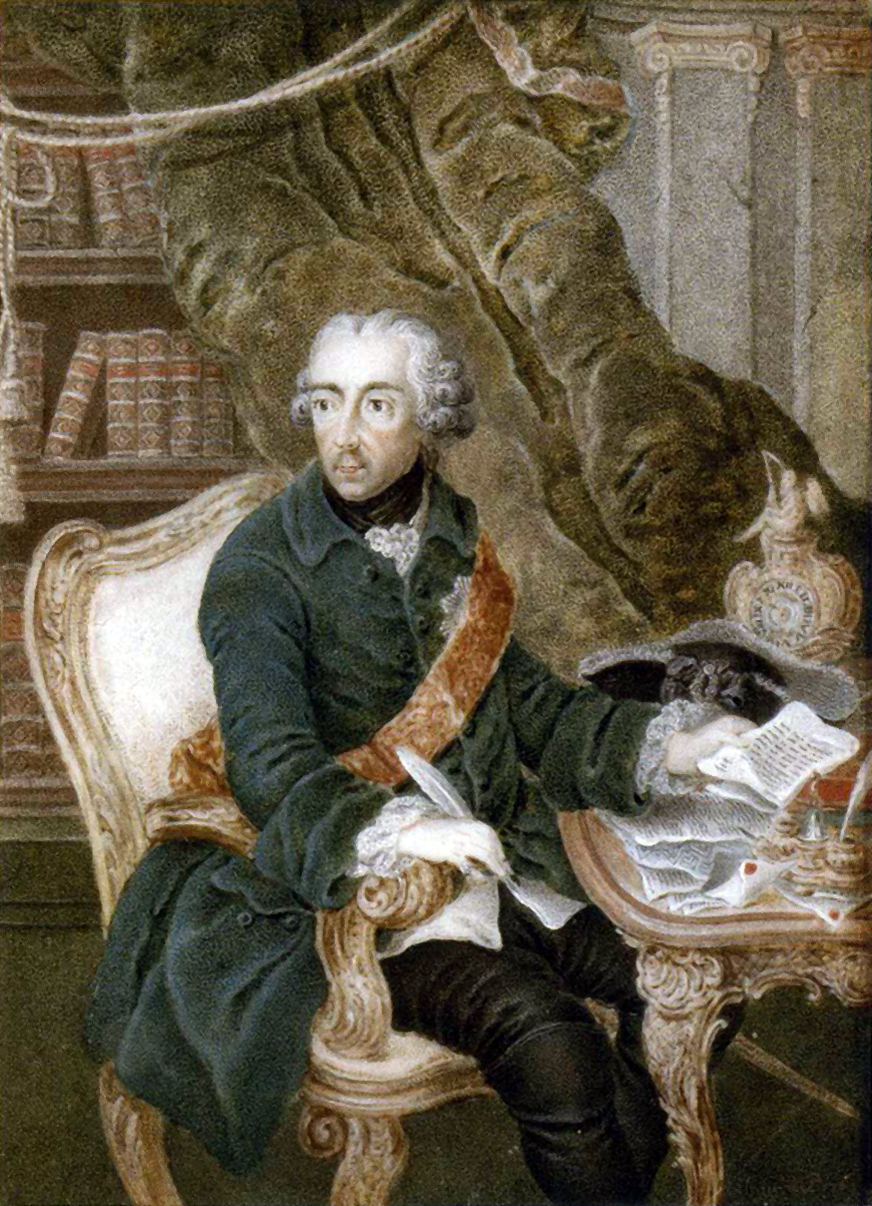
Friedrich II., 1769

Anton Friedrich König war ein Sohn des Zeichners und Kupferstechers Anton Balthasar König (1693–1773). Er besuchte die Königlich-Preußische Akademie der Künste und mechanischen Wissenschaften in Berlin. Zunächst arbeitete er im wissenschaftlich mathematischen Bereich und fertigte Kartenwerke und Pläne an. Er war ein Schüler bei C. L. Blessendorf und bei Antoine Pesne. Nachdem er seine Tätigkeit auf die Miniaturenmalerei verlegt hatte, war er sehr produktiv und porträtierte viele Adlige, allein von Friedrich II. soll er über eintausend Miniaturbildnisse gemalt haben, von denen er viele auch signiert hat. Ein Teil der unsignierten, ihm zugeschriebenen Miniaturporträts könnten auch von Juda Pinhas sein, mit dem er zeitweise zusammenarbeitete. König heiratete Anna Dorothea Schröder, die als Zeichnerin und Malerin tätig war, ein Sohn war der Medailleur Anton Friedrich König (1756–1838).
Er war seit 1774 Ehrenmitglied der Preußischen Akademie der Künste sowie Inspektor der königlichen Bildhauerarbeiten in Berlin.

## Werke (Auswahl)
- Herzog Ferdinand von Braunschweig-Wolfenbüttel
- Friedrich der Große
- Generalin von Duhan (um 1760)[4] und deren Schwester (um 1760)[5]